# Yusuke Igawa
Yusuke Igawa (født 30. oktober 1982) er en japansk fodboldspiller.
Han har spillet for flere forskellige klubber i sin karriere, herunder Gamba Osaka, Sanfrecce Hiroshima, Nagoya Grampus Eight og Kawasaki Frontale.